# In and Out of Focus
In and Out of Focus (noto anche come Focus Plays Focus) è il primo album in studio del gruppo progressive rock olandese Focus, pubblicato nel 1970.

## Tracce
1. Focus (instrumental version) – 9:45
2. Why Dream – 3:57
3. Happy Nightmare (Mescaline) – 3:56
4. Anonymus – 7:00
5. Black Beauty – 3:05
6. Sugar Island – 3:03
7. Focus (vocal version) – 2:44

## Formazione
- Thijs van Leer – voce, flauto, organo, piano, mellotron, clavicembalo, vibrafono, tromba
- Jan Akkerman – chitarre
- Martin Dresden – basso, voce
- Hans Cleuver – batteria, percussioni, voce